# Charles Berberian
Pour les articles homonymes, voir Berberian.
Charles Berberian est un dessinateur et scénariste de bande dessinée français d'origine arménienne né le 28 mai 1959 à Bagdad.

## Biographie

### Jeunesse et formation
Né le 28 mai 1959 à Bagdad (Irak) d'un père arménien et d'une mère grecque, Charles Berberian passe sa jeunesse au Liban jusqu'à l'âge de 10 ans.
Il est le frère du cinéaste Alain Berberian.
De retour en France en 1975, il entame des études d'art à l‘école Olivier-de-Serres, à Paris,. Il y rencontre François Avril.

### Dupuy-Berberian

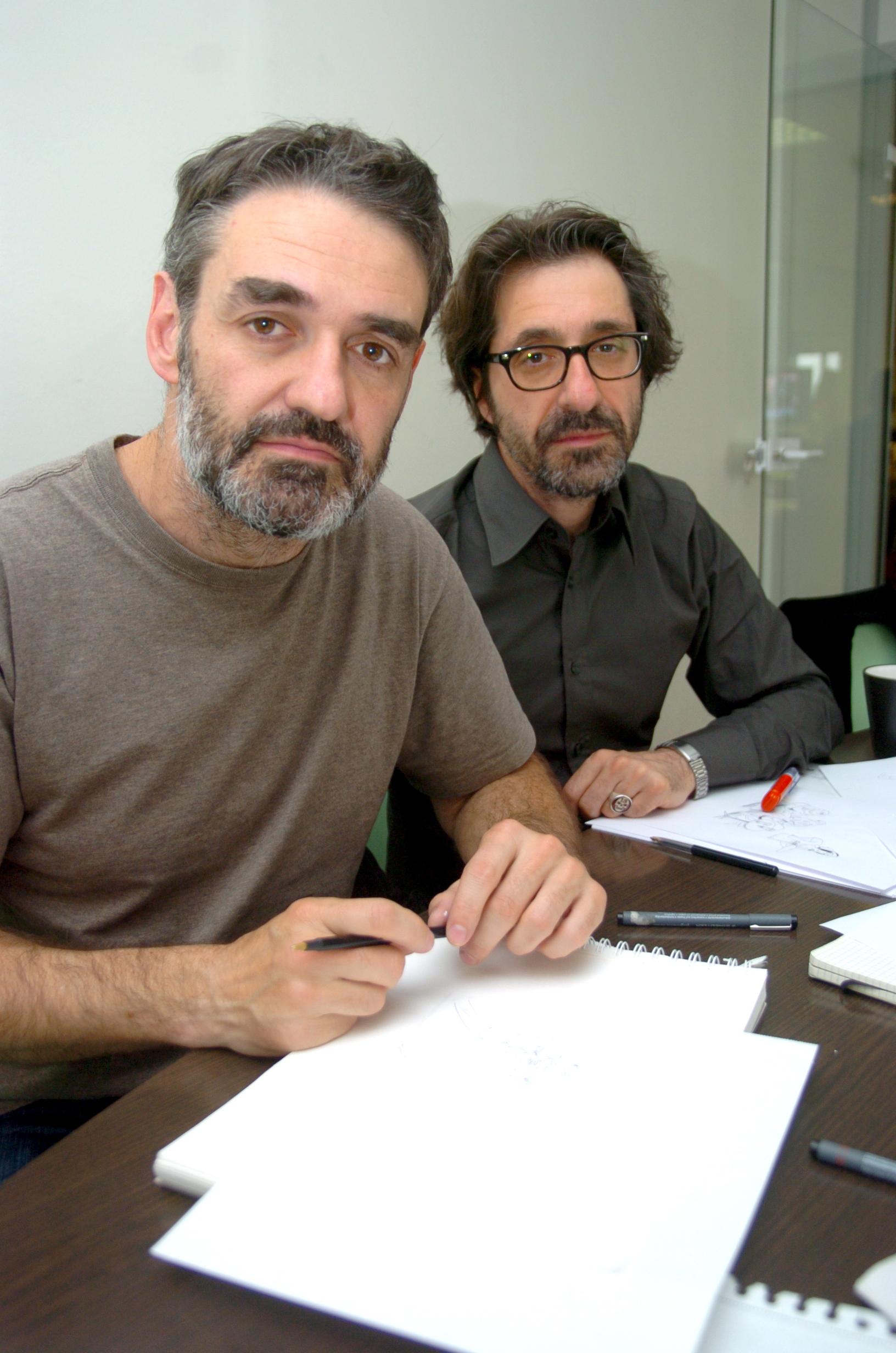
Le duo Philippe Dupuy (à gauche) et Charles Berberian (à droite), le 05 juin 2008 à Paris.

Puis en 1983, il rencontre Philippe Dupuy, avec qui débute une collaboration toujours en cours. Ensemble, sous le nom de Dupuy-Berberian, ils publient plus de 25 albums et de nombreux travaux d'illustration.
En 1989, Le Journal d'Henriette remporte l'Alph-Art coup de cœur au festival d'Angoulême. En 1999, Monsieur Jean remporte l'Alph-Art du meilleur album français.
Avec Philippe Dupuy, Charles Berberian est récompensé en 2008 par le grand prix de la ville d'Angoulême à l'occasion de la 35e édition du FIBD.

### Albums en solo
Sur un scénario d'Hélène Bruller, il dessine le Guide du Supermoi (2015).
Il obtient un Coup de cœur Jeune Public printemps 2019 de l'Académie Charles-Cros avec Pascal Parisot pour Mort de rire et un Coup de cœur Jeune Public automne 2020 de la même Académie pour Tous des chats.

### Musicien
Charles Berberian est aussi attiré par la musique, qu'il apprécie initialement comme auditeur (voir l'anthologie de ses propres dessins de pochettes d'albums et de compilations, Playlist, Naïve, 2004) et comme musicien en compagnie de Jean-Claude Denis ou de Ludovic Debeurme (bande-originale accompagnant le livre Françoise de Dupuy-Berberian, Naïve, 2006).
Il est l'invité d'honneur du festival Bulles Zik en 2010.
En 2019, il sort un album intitulé Tout pour le mieux, écrit et composé avec Marcello Giuliani. Une version deluxe, comprenant des morceaux enregistrés avec Erik Truffaz aux Studios Ferber, sort en 2020.

## Prix et distinctions
- 1989 : Alph-Art coup de cœur au Festival d'Angoulême 1989, pour Le Journal d'Henriette, avec Philippe Dupuy[6]
- 1999 : Alph-Art du meilleur album français pour Monsieur Jean, avec Philippe Dupuy[7]
- 2003 : Prix Inkpot lors du San Diego Comic-Con, avec Philippe Dupuy[13]
- 2004 : Prix Grand Boum, avec Philippe Dupuy[14]
- 2008 : Grand prix de la ville d'Angoulême, Festival d'Angoulême 2008, avec Philippe Dupuy[8]
- 2019 : Coup de cœur Jeune Public de l'Académie Charles-Cros pour Mort de rire, avec Pascal Parisot[10]
- 2020 : Coup de cœur Jeune Public de l'Académie Charles-Cros pour Tous des chats, avec Pascal Parisot[11]
- 2024 :  Prix BolognaRagazzi, catégorie Comics - Early Reader[15], Foire du livre de jeunesse de Bologne  pour Comment naissent les arbres

## Œuvres

### Bandes dessinées
Voir également les albums de Dupuy-Berberian.
- Sauve qui peut, Carton, Paris, 1985
Scénario : Charles Berberian - Dessin : François Avril
- Des mouches pour Nemon, Futuropolis, Paris, 1986
Scénario : Charles Berberian - Dessin : Jean-Paul Aussel
- Le Pigeon, Futuropolis, Paris, 1988
Scénario : Jean-Claude Götting et Charles Berberian - Dessin : Stanislas
- Cycloman[16], Cornélius, Paris, 2002
Scénario : Charles Berberian - Dessin : Grégory Mardon
- Playlist, Naïve, Paris, 2004
Scénario et dessin : Charles Berberian
- Les Gens, Alain Beaulet, Paris, 2007
Scénario : Anna Rozen - Dessin : Charles Berberian
- Sacha, Cornélius, Paris, 2009
Scénario et dessin : Charles Berberian
- Rien que pour vos yeux, En Marge, Paris, 2009
Scénario : Anne Bernert - Dessin : Charles Berberian
- Quoi !, L'Association, Paris, 2011
Scénario et dessin : Collectif
- Cinerama, Fluide glacial, Paris, 2012
Scénario et dessin : Charles Berberian
- Dessins de nuit, Barbier & Mathon, Paris, 2013
Scénario et dessin : Charles Berberian
- Paris[17], Lonely Planet - Casterman, Paris, 2013
Scénario : Olivier Bauer - Dessin : Charles Berberian
- Le Bonheur occidental, Fluide glacial, Paris, 2016
Scénario et dessin : Charles Berberian
- Quand tu viens me voir ?, L'Association, Paris, 2019
Scénario et dessin : Charles Berberian
- À la dérive - Petit traité de philosophie, Hachette, Paris, 2017
Scénario et dessin : Charles Berberian
- Charlotte Perriand[18], Chêne, 2019
Scénario et dessin : Charles Berberian -  (ISBN 978-2-8123-0354-8)
- Les Amants de Shamhat, Futuropolis, 2021 - Sélection officielle du festival d'Angoulême 2022
- Une éducation orientale, Casterman, Paris, 2023
Scénario et dessin : Charles Berberian

- Wah Wah, éditions Exemplaire:
  1. Wah Wah 1, 2022, avec Michèle Standjofski
  2. Wah Wah 2, 2022, avec Philippe Druillet
  3. Wah Wah 3, 2022, avec Raphaëlle Macaron
  4. Wah Wah 4, 2023, avec Colin Atthar
  5. Wah Wah 5, 2023, avec Alfred

### Illustrations

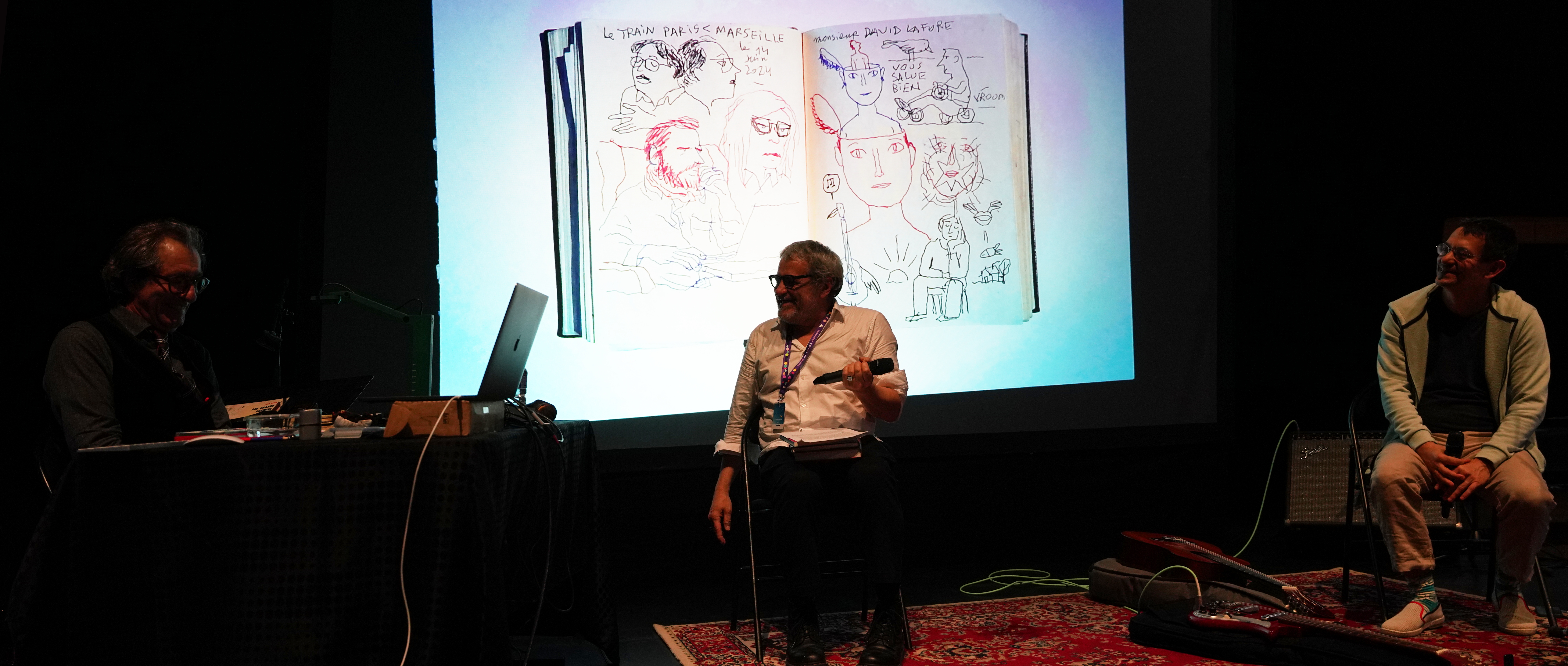
Lecture musicale-dessinée avec David Lafore, à gauche, en 2024.

- Carnets, scénario de Philippe Dupuy, illustrations de Charles Berberian, Cornélius
  1. New York, 1996
  2. Barcelone, 1999
  3. Lisbonne, 2001
  4. Tanger, 2004
  5. Istanbul, 2007[19]
- 2019 : Mort de rire, livre-disque, chansons de Pascal Parisot, illustrations de Charles Berberian (Didier Jeunesse)
- 2020 : Tous des chats, livre-disque, chansons et texte de Pascal Parisot, illustrations de Charles Berberian (Le Label dans la forêt)

### En solo
- Tout pour le mieux, Zamora Label, 2019

### AvecJean-C. Denis
- Nightbuzz, 2000
- Nightbuzz : The Spell, 2006

### AvecRodolphe BurgeretPascal Comelade
- Chat chat chat, livre audio de Pascal Parisot, 2015
- Tous des chats, livre audio de Pascal Parisot, 2020